# Yên Bái (provincie)
Yên Bái este o provincie în Vietnam. Capitala prefecturii este orașul Yên Bái.

## Județ
- Yên Bái
- Nghĩa Lộ
- Lục Yên
- Mù Cang Chải
- Trấn Yên
- Trạm Tấu
- Văn Chấn
- Văn Yên
- Yên Bình

1. ↑   (PDF) https://monre.gov.vn/VanBan/Lists/VanBanChiDao/Attachments/3012/b4.1_Signed.pdf Lipsește sau este vid: |title= (ajutor)
2. ↑   https://www.gso.gov.vn/en/px-web/?pxid=E0201&theme=Population%20and%20Employment Lipsește sau este vid: |title= (ajutor)
3. ↑   https://mabuuchinh.vn/ Lipsește sau este vid: |title= (ajutor)
4. ↑   http://postcode.vn/ Lipsește sau este vid: |title= (ajutor)